# Fetisjisme (antropologie)

Imiutfetisj

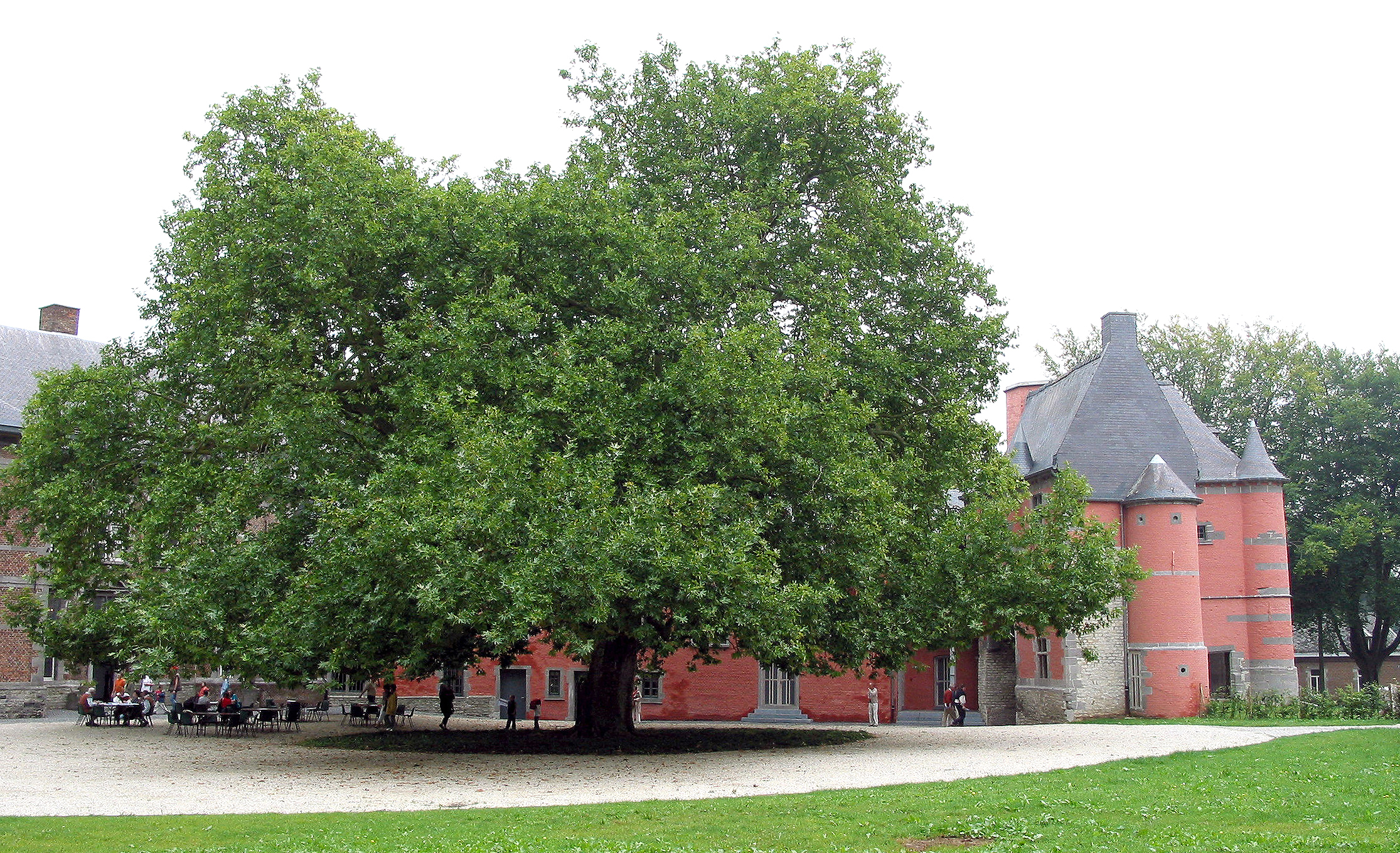
Een fetisj-boom in België, zie ook boomheiligdom

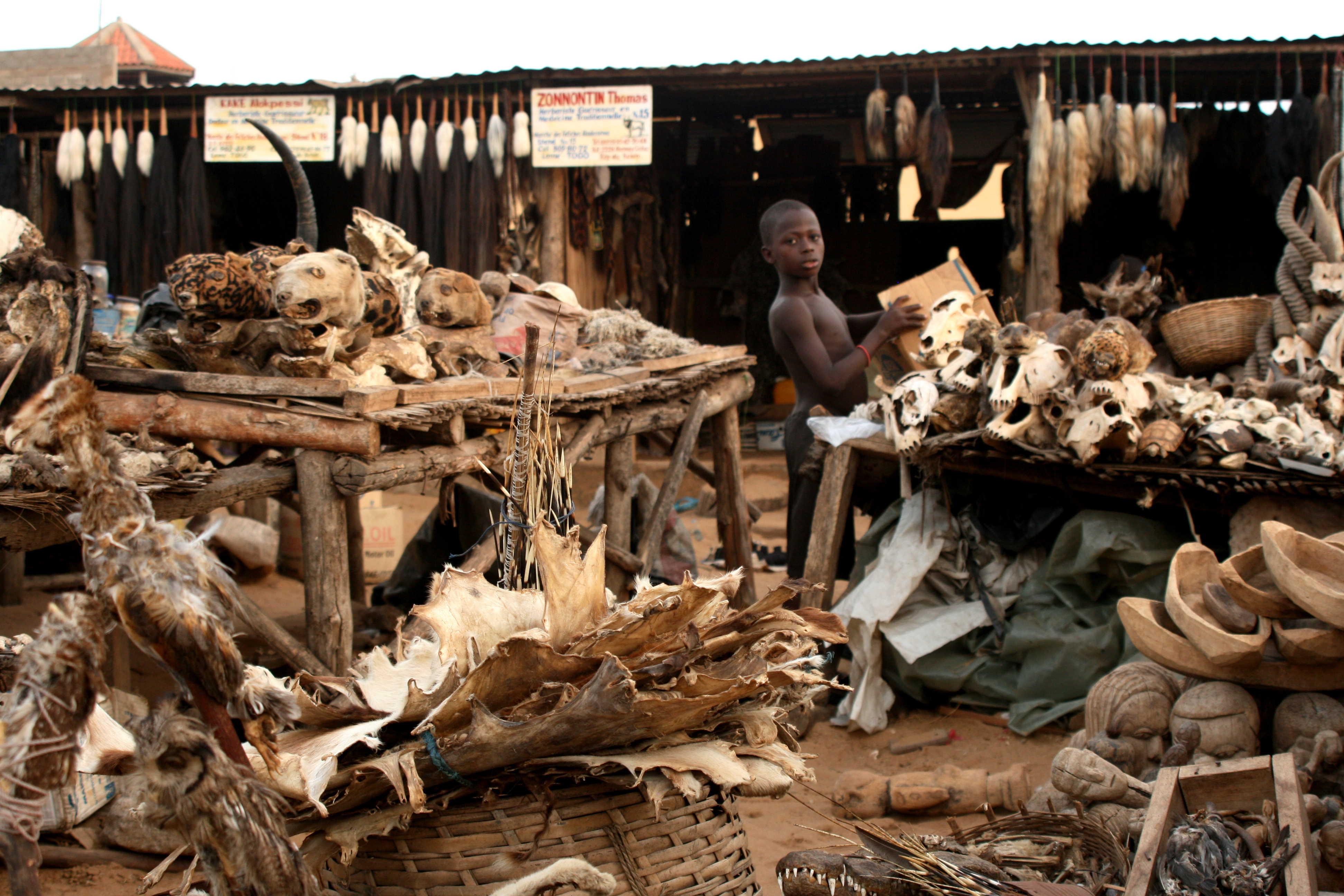
Voodoo-fetisjmarkt

Een fetisj (Engels fetish, Frans fétiche, Portugees feitiço) is een voorwerp waaraan bovennatuurlijke krachten over mensen worden toegedicht.

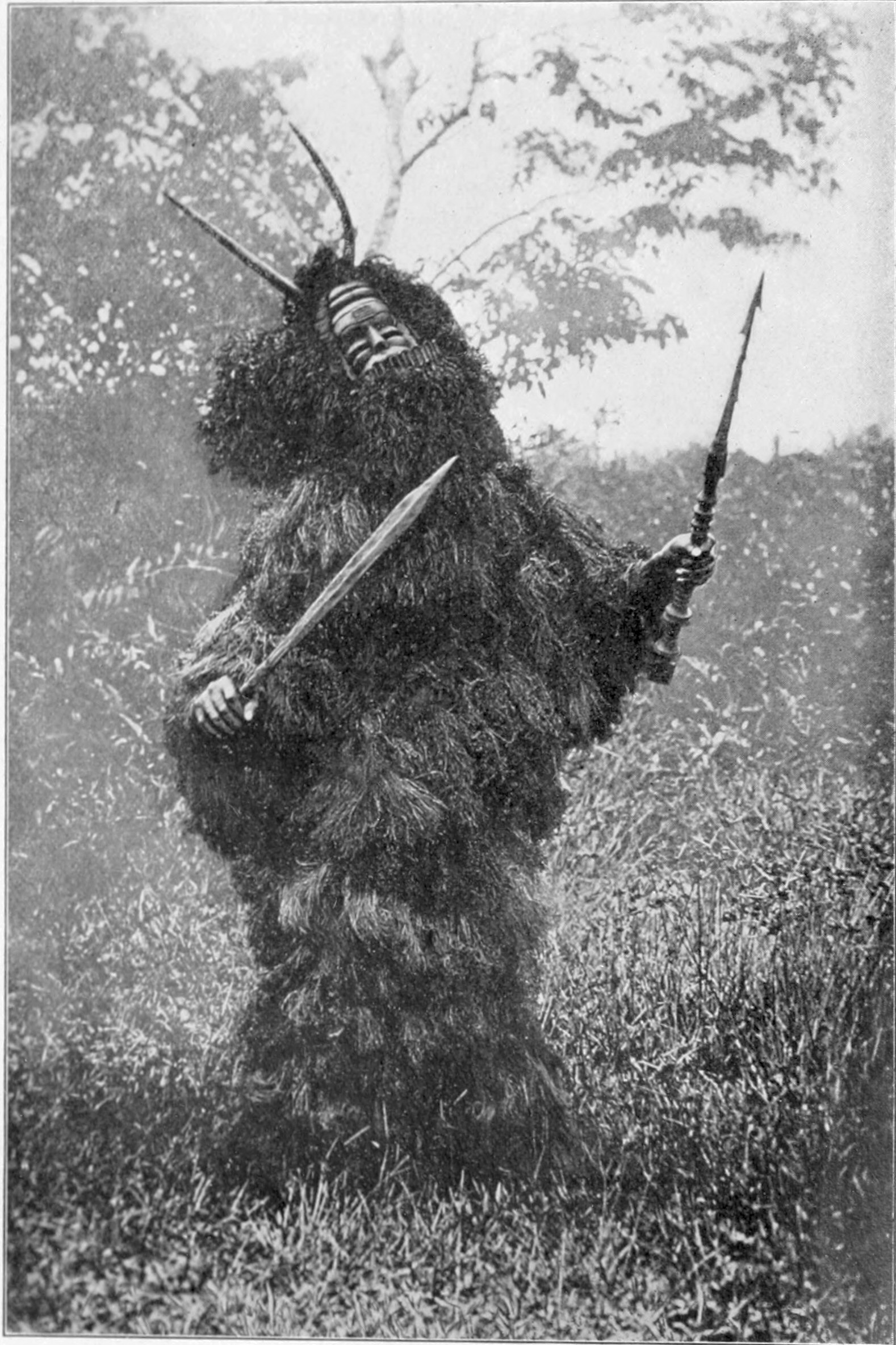
Magiër met horens, houten masker, speer en zwaard, gekleed in bladeren van palm en bakbanaan, Fetishism in West Africa: Forty Years' Observations of Native Customs and Superstitions, 1904

In het Oude Egypte was er bijvoorbeeld het Imiutfetisj. Hierbij werd een opgevulde dierenhuid zonder kop aan een staak in een pot gehangen.
Het concept werd geïntroduceerd door Charles de Brosses in 1757 en werd oorspronkelijk gebruikt in de 18e eeuw door Franse en Duitse geleerden om de vroegste stadia in de ontwikkeling van godsdienst te kenmerken. In de 19e eeuw ontwikkelden antropologen en godsdiensthistorici zoals E.B. Tylor en J.F. McLennan de theorieën van animisme en totemisme om van fetisjisme rekenschap te geven. Het concept „fetisjisme“ stond historici van godsdienst toe om aandacht van de verhouding tussen mensen en God naar de verhouding tussen mensen en materiële voorwerpen te verplaatsen; voorts vestigde het valse modellen van oorzakelijke verklaringen van natuurlijke gebeurtenissen als centraal probleem voor historici en sociale theoretici.
In de 19e eeuw wees Karl Marx de term toe om warenfetisjisme als belangrijke component van kapitalisme te beschrijven.
Later wees Sigmund Freud het concept toe aan een vorm van parafilie waarbij het voorwerp van affectie een levenloos voorwerp of een specifiek deel van een persoon is. De wijze waarop met heilige boeken en voorwerpen wordt omgegaan kan hen tot fetisjen maken. Zie seksueel fetisjisme voor meer details over het concept seksueel fetisjisme en zijn subcategorieën.